# Sideridis rivularis
Sideridis rivularis là một loài bướm đêm trong họ Noctuidae.

## Hình ảnh

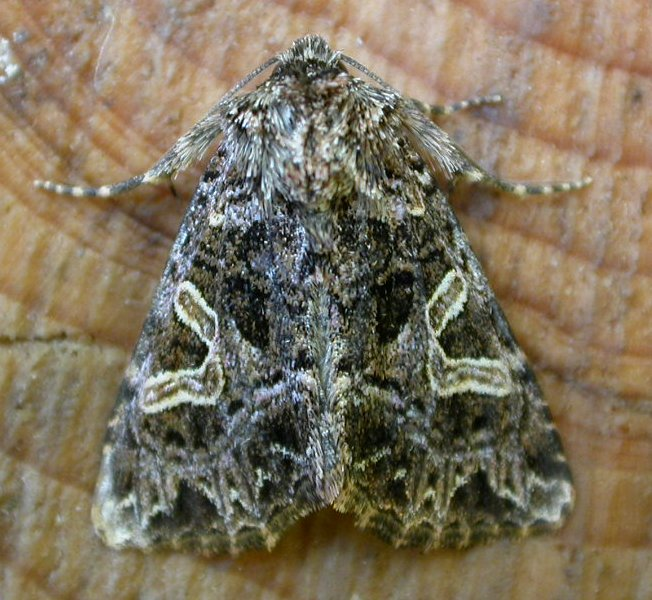
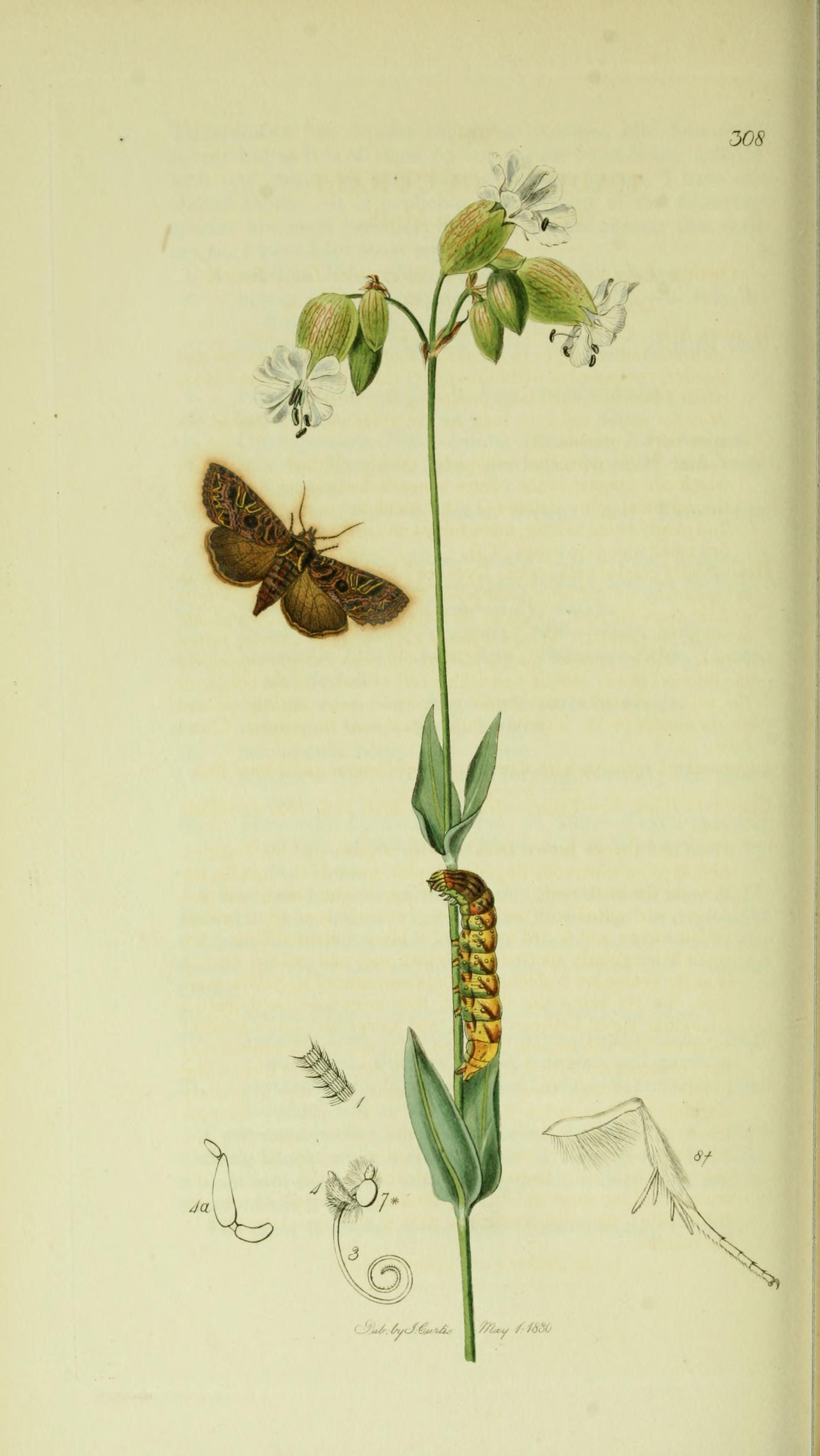
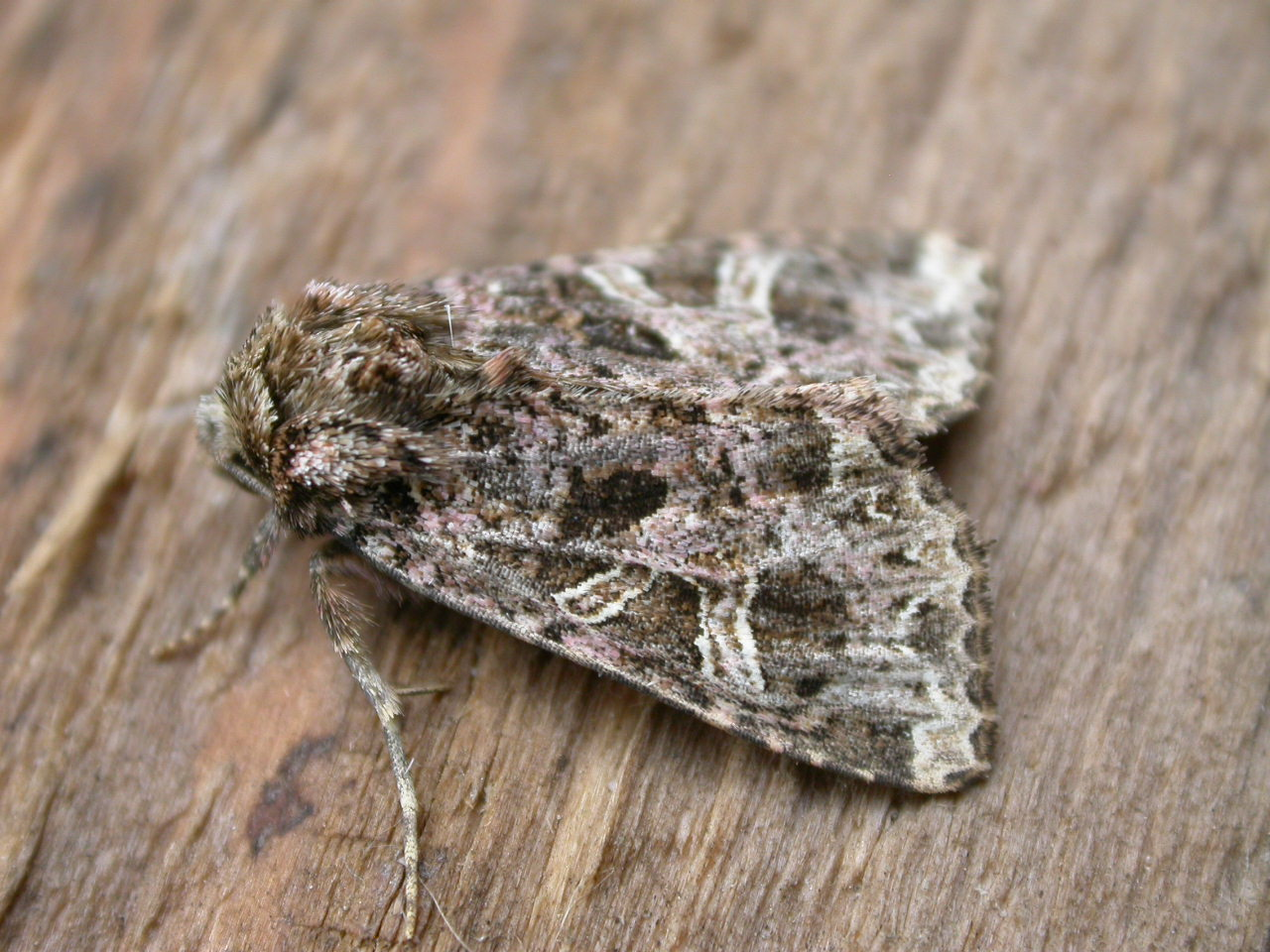
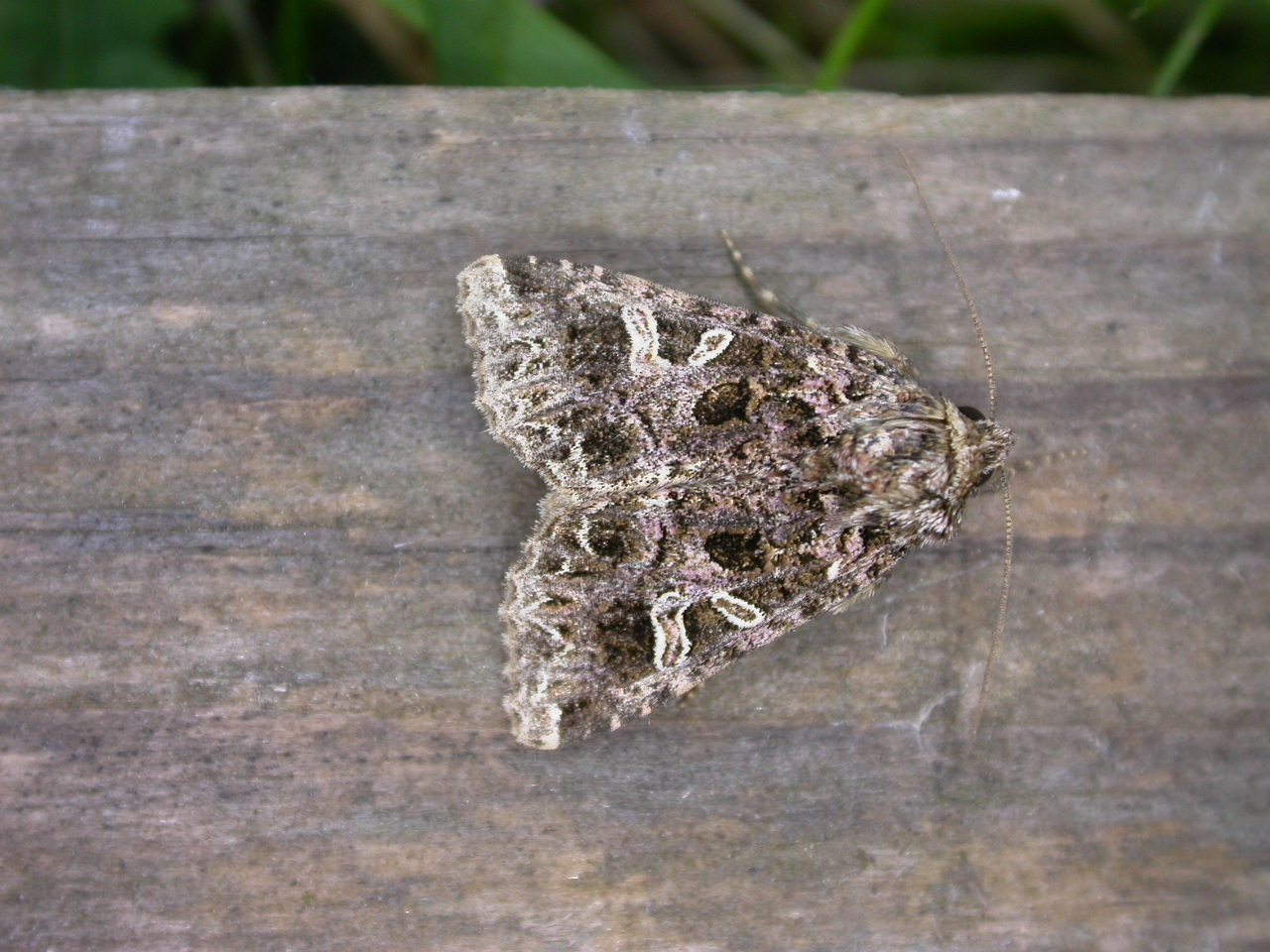